# Ruth White
Ruth White, född 24 april 1914 i Perth Amboy, New Jersey, död 3 december 1969 på samma plats, var en amerikansk Emmybelönad skådespelerska.

## Tidig karriär
White föddes och bodde i Perth Amboy i New Jersey hela sitt liv. Hon tog en kandidatexamen 1935 i litteratur från New Jersey College for Women, (numera Douglass Residential College, Rutgers University). Samtidigt som hon jobbade på sin skådespelarkarriär i närheten av New York, undervisade hon skådespel- och dramakurser på Seton Hall University. Under denna period studerade hon också skådespel med Maria Ouspenskaya. 

## Karriär, uppehåll och uppsving
Whites karriär stannade upp i slutet av 1950, medan hon vårdade sin sjuka mor. Under sin mors sjukdom gick White upp i vikt och såg äldre än vad hon egentligen var. Men hon lyckades återhämta sig och dök upp i pjäser av Samuel Beckett ("Happy Days") och Edward Albee ("Malcolm" och "Box"). Hon fick en nominering för en Tony Award 1968, för sin roll i Harold Pinters "The Birthday Party". 
År 1964 vann hon en Emmy Award för sin roll i Hallmark Hall of Fames TV-film Little Moon av Alban. Fram mot slutet av 1960-talet, hade hon blivit en av New Yorks mest prisade och efterfrågade skådespelerskor, och medverkade i Midnight Cowboy, Häng dom högt och Ensam dam får besök. 

## Död
White dog plötsligt av cancer den 3 december 1969 och hon är begravd med sina bröder Charles White och Richard White i Whites familjegrav på Saint Marys kyrkogård i Perth Amboy. Hennes sista filmroll var i På jakt efter lyckan, som släpptes två år efter hennes död.

## Filmografi, i urval
- 1957 – Ingen undkommer
- 1959 – Nunnan
- 1962 – Skuggor över södern
- 1964 – Little Moon of Alban (TV-film)
- 1965 – Popsångare på glid
- 1966 – Skuggan av en jätte
- 1967 – Förbjuden ingång
- 1968 – Ensam dam får besök
- 1968 – Charly
- 1968 – Häng dom högt
- 1969 – Leva rövare
- 1969 – Midnight Cowboy

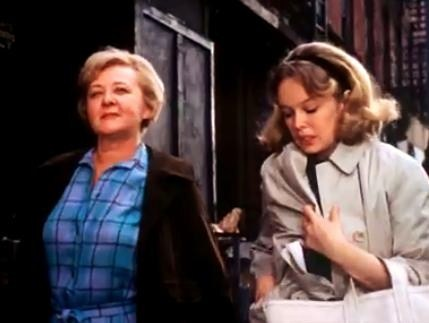
Ruth White (vänster) tillsammans med Sandy Dennis i Förbjuden ingång 1967

- 1971 – På jakt eter lyckan (Släpptes efter hennes död)